# Coelioxys aculeaticeps
Coelioxys aculeaticeps is een vliesvleugelig insect uit de familie Megachilidae. De wetenschappelijke naam van de soort is voor het eerst geldig gepubliceerd in 1922 door Friese.